# Eugenio Mena
Eugenio Esteban Mena Reveco (ur. 18 lipca 1988 w Viña del Mar) – chilijski piłkarz występujący na pozycji lewego obrońcy, reprezentant Chile, od 2023 roku zawodnik Universidadu Católica.

## Kariera klubowa
Mena jest wychowankiem zespołu Santiago Wanderers z siedzibą w mieście Valparaíso. Do seniorskiej drużyny, występującej wówczas w drugiej lidze, został włączony w wieku 20 lat. Szybko został podstawowym zawodnikiem ekipy i już w sezonie 2009 zajął z nią drugie miejsce w rozgrywkach ligowych, awansując z nią do chilijskiej Primera División. Wówczas także strzelił pierwszego gola w profesjonalnej karierze – 11 października w konfrontacji z San Marcos. W najwyższej klasie rozgrywkowej zadebiutował za to 24 stycznia 2010 w przegranym 1:2 spotkaniu z Cobreloą.
Udane występy Meny w Wanderers zaowocowały latem 2010 transferem do znacznie bardziej utytułowanego klubu – stołecznego Universidadu de Chile. Tam przez pierwsze pół roku pełnił rolę rezerwowego, jednak w sezonie 2011, wraz z przybyciem szkoleniowca Jorge Sampaolego, wywalczył sobie miejsce w wyjściowej jedenastce. W tych rozgrywkach był jednym z najważniejszych graczy Universidadu, zdobywając z nim mistrzostwo kraju zarówno w wiosennej fazie Apertura, jak i jesiennej Clausura. Zwyciężył także w turnieju Copa Sudamericana, występując w obydwóch meczach finałowych z LDU Quito od pierwszej do ostatniej minuty.
| Sezon | Klub                 | Kraj     | Rozgrywki        | Mecze | Bramki |
| ----- | -------------------- | -------- | ---------------- | ----- | ------ |
| 2008  | Santiago Wanderers   | Chile    | Primera B        | 38    | 0      |
| 2009  | Santiago Wanderers   | Chile    | Primera B        | 37    | 1      |
| 2010  | Santiago Wanderers   | Chile    | Primera División | 16    | 0      |
| 2010  | Universidad de Chile | Chile    | Primera División | 7     | 0      |
| 2011  | Universidad de Chile | Chile    | Primera División | 40    | 4      |
| 2012  | Universidad de Chile | Chile    | Primera División | 29    | 3      |
| 2013  | Universidad de Chile | Chile    | Primera División | 12    | 0      |
| 2013  | Santos FC            | Brazylia | Série A          | 20    | 0      |
| 2014  | Santos FC            | Brazylia | Série A          | 15    | 0      |
| 2015  | Cruzeiro EC          | Brazylia | Série A          | 6     | 0      |
| 2016  | São Paulo            | Brazylia | Série A          | 20    | 0      |
| 2017  | Sport Recife         | Brazylia | Série A          | 0     | 0      |

## Kariera reprezentacyjna
W 2009 roku Mena został powołany do młodzieżowej kadry Chile na Turniej w Tulonie, gdzie zajął ze swoją drużyną pierwsze miejsce, pokonując w finale Francję. Wziął także udział w następnej edycji tych rozgrywek – w roku 2010, kiedy to Chilijczycy zostali ostatecznie sklasyfikowani na czwartej pozycji.
W seniorskiej reprezentacji Chile Mena zadebiutował 7 września 2010 w przegranym 1:2 meczu towarzyskim z Ukrainą. Premierowego bramkę w kadrze zdobył natomiast w trzecim występie – 22 marca 2012 w wygranym 3:1 sparingu z Peru.

## Sukcesy

### Klub
Club Universidad de Chile
- Primera División: 2011, 2012
- Copa Sudamericana: 2011
- Copa Chile: 2013

### Reprezentacja
Chile
- Copa América: 2015, 2016
- Puchar Konfederacji: 2. miejsce 2017